# کوینبی (کارولینای جنوبی)
کوینبی(به انگلیسی: Quinby) شهری در ایالت کارولینای جنوبی کشور ایالات متحده آمریکا است که جمعیت آن در سرشماری سال ۲۰۱۰ میلادی، ۹۳۲ نفر بوده‌است.